# Mihkel Mutt
Mihkel Mutt (* 18. února 1953 Tartu) je estonský spisovatel, divadelní kritik a šéfredaktor literárního časopisu Loomingin.

## Život
Narodil se roku 1953. Jeho otec byl jazykovědec a překladatel. Svou kariéru začal jako kritik a redaktor, poté přešel k psaní povídek. Taktéž psal a překládal divadelní hry nebo cestopisy o Novém Zélandu, Mongolsku, Švédsku a Anglii. Mezi lety 1997 a 2007 působil jako šéfredaktor kulturního týdeníku Sirp. Od roku 2007 je šéfredaktorem kulturního měsíčníku Looming.
Jako autor je konzervativní, ale plný hravosti, spojuje anglický humor a základní texty estonské literatury. V jeho románech, divadelních hrách a povídkách se objevuje snobství, sarkasmus, ironie, arogance. V pozdějších pracích již nejsou tyto rysy tak výrazné. Jeho knihy balancují mezi modernismem a postmodernismem.

## Literární dílo (výběr)
- 1973 – Noorte käsikirjalised almanahhid 1962–1972 : kursusetöö
- 1980 – Fabiani õpilane (vyprávění). Tallinn, 1980
- 1981 – Mehed (novely)
- 1981 – Französisch (příběhy pro děti)
- 1982 – Hiired tuules (satirický román) – Muttův první román, odehrává se v divadelním prostředí
- 1984 – Keerukuju (román)
- 1986 – Näärivana (pro děti)
- 1986 – Kõik on üks ja seesama (eseje a články)
- 1986 – Kallid generatsioonid (román)
- 1988 – Vana Fabiani nutulaul (sbírka povídek)
- 1989 – Kerge meel (povídky)
- 1990 – Kolm korda Aasias (cestopisy)
- 1992 – Pingviin ja raisakass (román)
- 1994 – Rahvusvaheline mees (román)
- 1995 – Üleminekuaeg (novely a fejetony)
- 1996 – Inglismaa päevik (dopis z cest)
- 1996 – Meedia, mu meedia (eseje a články)
- 2000 – Muti tabloid (eseje a články)
- 2001 – Progressiivsed hiired (román) – pokračování prvního románu Hiired tuules
- 2001 – Väärikusest (esej)
- 2002 – Elu allikad (příběhy)
- 2002 – Eestlusest (esej)
- 2004 – Kõik roosid ma kingiksin (dramata)
- 2003 – Sise ja väli (eseje a články)
- 2007 – Kõrtsikammija (román)
- 2007 – Siseemigrant. Novellid Rui taevalike kommentaaridega (příběhy)
- 2009 – Mälestused I. Eesti doomino. Eelmälestused
- 2009 – Mälestused II. Võru tänav. Lapsepõlv
- 2010 – Mälestused III. Sitik sügab. Kooliaeg
- 2013 – Kooparahvas läheb ajalukku" (román)

## Překlady
V češtině od Mihkela Mutta vyšly pouze dvě povídky, a to v souboru nazvaném "Ďáblova milenka".
1. První z povídek nese název Hvězdička Hanička a vypráví o nesmělém vztahu mladého muže k divadelní herečce.
2. V druhé povídce s názvem Žalozpěv starého Fabiana se dočteme o pocitech muže, který se rozvedl, protože ho přestala bavit jeho žena. Od té doby vystřídal několik vztahů, ale žádný z nich neměl dlouhého trvání, protože se mu žena vždy nějakým způsobem znechutila a on s ní nebyl schopen žít. S Dilailou ale žije už čtvrtým rokem. Uvědomuje si však, že ho na ní začínají rozčilovat její zvyky (to, jakým způsobem pije kávu, jak se líčí, jak naviguje řidiče při cestě taxíkem domů,...) a přemýšlí, jestli by ji opět neměl opustit. Když se rozpomene na začátky jejich vztahu, zjistí, že si vlastně nemůže stěžovat a rozhodne se ve vztahu setrvat. Po poslední zkušenostech s rozvodem (a dělením knihovny) si do každé knihy, kterou koupil, udělal značku, aby poté poznal, zda je jeho nebo přítelkyně. Když se rozhodne, že s Dilailou zůstane, chce všechny své značky vymazat. Jaké je ovšem jeho překvapení, když zjistí, že podobnou značku si do knih tajně kreslí i Dilaila.

## Monografie
- Ďáblova milenka. 1. vydání. Praha: Lidové nakladatelství, 1989. S. 185–213. Přeložil Vladimír Macura.